# Stan Kimbrough
Stanley R. "Stan" Kimbrough (Tuscaloosa, Alabama, 24 de abril de 1966) es un exjugador de baloncesto estadounidense que jugó en dos temporadas de la NBA, además de jugar una temporada en la CBA. Con 1,80 metros de estatura, lo hacía en la posición de base.

## Trayectoria deportiva

### Universidad
Jugó una única temporada con los Golden Knights de la Universidad de Florida Central, en la que promedió 17,1 puntos y 3,1 rebotes por partido, tras la cual fue transferido a los Musketeers de la Universidad de Xavier, donde jugó tres temporadas más, en las que promedió 16,8 puntos y 3,4 rebotes. Consiguió 2.103 puntos a lo largo de su carrera colegial, anotando 10 o más puntos en 42 partidos de forma consecutiva con los Musketeers. Su mejor anotación en un partido fue de 35, logrados ante Louisville en 1988.

### Profesional
Tras no ser elegido en el Draft de la NBA de 1989, firmó como agente libre por los Detroit Pistons, con los que disputó 10 partidos en los que promedió 1,6 puntos.
Al año siguiente jugó en los Grand Rapids Hoops de la CBA, tras no prosperar su fichaje por los Golden State Warriors, firmando en 1992 por los Sacramento Kings, donde únicamente disputó tres partidos en los que promedió 1,7 puntos. Acabó su carrera jugando una temporada en los Oklahoma City Cavalry de la CBA.

#### Estadísticas

##### Temporada regular
| Año     | Equipo     | PJ | PT | MPP | %TC  | %3P  | %TL   | RPP | APP | ROB | TPP | PPP |
| ------- | ---------- | -- | -- | --- | ---- | ---- | ----- | --- | --- | --- | --- | --- |
| 1989-90 | Detroit    | 10 | 0  | 5.0 | .438 | .000 | 1.000 | .7  | .5  | .4  | .0  | 1.6 |
| 1992-93 | Sacramento | 3  | 0  | 5.0 | .333 | .500 | .000  | .0  | .3  | .3  | .0  | 1.7 |
| Total   |            | 13 | 0  | 5.0 | .409 | .500 | 1.000 | .5  | .5  | .4  | .0  | 1.6 |